# Kanonbåden Støren
Kanonbåden Støren blev oprindeligt bygget i 1849 i Kiel, Holsten til den nyoprettede slesvig-holstenske marine som Kanonbåd Nr. 1. Den skiftede senere navn til Von der Tann, opkaldt efter en bayersk officer, der gjorde tjeneste i de holstenske styrker under Treårskrigen. Von der Tann betegnes som verdens første skruekanonbåd og den var udstyret med en motor på 36 HK. I holstensk tjeneste opbragte den et dansk handelsskib i Lübeck Bugt i juli 1850. Under forsøget på at tage prisen med til Neustadt blev kanonbåden angrebet af hjuldampskibet Hekla og korvetten Valkyrien og løb på grund, hvorefter mandskabet gik fra borde og stak skibet i brand. Von der Tann var dog ikke værre medtaget, end at den danske marine efter krigen kunne sætte den i stand under navnet Støren.      

## Tekniske data

### Generelt
- Længde: 31,4 m
- Bredde:  4,9 m
- Dybgang: 1,8 m
- Fart: 6 knob
- Besætning: 28

### Armering
- Artilleri: 2 styk 60 pund granatkanoner og 4 styk 4 pund haubitser.

## Tjeneste
- Overtaget i 1852. Udgået i 1861.